# Après Mai
Pour plus de détails, voir Fiche technique et Distribution.
Après Mai est un film français réalisé par Olivier Assayas, sorti en 2012.
Le film est présenté en compétition officielle à la Mostra de Venise 2012 et y reçoit l’Osella d'or du meilleur scénario.

## Synopsis
Région parisienne, début des années 1970. Jeune étudiant, Gilles est pris dans l’effervescence politique de ces années-là qui suivent Mai 68. Il aspire pourtant surtout à peindre et à faire du cinéma, ce que lui reprochent ses camarades, pour qui l’engagement idéologique doit être total.
De rencontres amoureuses en découvertes artistiques, Gilles et ses amis vont devoir faire des choix décisifs pour trouver leur place dans leur époque tumultueuse.

## Fiche technique
- Titre : Après Mai

- Réalisation : Olivier Assayas
- Scénario : Olivier Assayas
- Directeur de la photographie : Éric Gautier
- Monteur : Luc Barnier
- Musique :
- Mixage :
- Chef décorateur :
- Costumière :
- Maquilleuse :
- Production : MK2 Productions
- Coproduction : Vortex
- Distribution :
- Langue : français
- Dates de sortie : 14 novembre 2012

## Production
À l'exception de Lola Créton (et d'André Marcon et Martin Loizillon dans des seconds rôles), tous les acteurs débutent alors au cinéma.

## Réception critique
Après la projection à la Mostra de Venise, le critique Serge Kaganski voit dans ce film une grande réussite et un grand film sur la jeunesse des années 1970.
Les critiques sont très contrastées : entre l'enthousiasme de Thomas Sotinel dans Le Monde (« Cet adolescent dans l'après-Mai trouve une place dans le monde, et c'est le cinéma qui la lui offre ») et la grande réserve de L'Express ou de Joachim Lepastier dans les Cahiers du cinéma (« Cet éternel “Que reste-t-il de nos vingt ans ?” est-il la seule question à poser quand on dresse le tableau d'un tel moment historique ? Pas sûr. »).

## Distinctions
- Mostra de Venise 2012 : Osella d'or du meilleur scénario[5]
- Festival international du film de Flandre-Gand 2012 : prix Georges-Delerue de la meilleure musique